# Atlante delle lingue del mondo in pericolo
L'Atlante delle lingue del mondo in pericolo (Atlas of the World’s Languages in Danger) è una pubblicazione dell'UNESCO che conteneva una lista delle lingue del mondo a maggior rischio d'estinzione. Ha sostituito il Libro rosso delle lingue in pericolo (Red Book of Endangered Languages).
Nel 1992 in Québec il Congresso Internazionale dei Linguisti (CIL) ha discusso sull'argomento delle lingue in pericolo, concludendo con la formazione del Comitato sulle Lingue in Pericolo, che nello stesso anno ha tenuto a Parigi un incontro internazionale per esporre il problema al mondo e cominciare le proprie attività. Tale incontro è stato considerato abbastanza importante da finire sotto l'egida dell'UNESCO.
Sotto sprone di Stephen Wurm il comitato ha deciso di creare un centro di ricerca, l'Internazional Clearing House for Endangered Languages (ICHEL) e di pubblicare il Libro rosso dell'UNESCO delle lingue in pericolo, fondato sui dati che aveva fino ad allora raccolto. Shigeru Tsuchida ha dato inizio al centro di ricerca, che ha iniziato i suoi lavori nel 1994 all'Università Imperiale di Tokyo sotto la direzione di Tasaka Tsunoda.
Nel frattempo, nel 1993, le prime relazioni sulle lingue in pericolo erano stati già raccolti e sottoposti da esperti regionali alla visione dell'UNESCO. Nel 1994 ritornarono all'ICHEL, che creò un sito internet, regolarmente aggiornato.
Nel febbraio 2009 l'UNESCO lanciò un'edizione online dell'Atlante delle lingue in pericolo che copre tutto il mondo, contiene più informazione delle precedenti edizioni stampate e offre la possibilità agli utilizzatori di fornire feedback online, in modo da tenerlo costantemente aggiornato.